# Aristófanes
Aristófanes (em grego clássico: Ἀριστοφάνης, ca. 447 a.C. – ca. 385 a.C.) foi um dramaturgo grego. É considerado o maior representante da comédia antiga.
Nasceu em Atenas e, embora sua vida seja pouco conhecida, sua obra permite deduzir que teve uma formação requintada. Aristófanes viveu toda a sua juventude sob o esplendor do Século de Péricles. Aristófanes foi testemunha também do início do fim de Atenas. Ele viu o início da Guerra do Peloponeso, que arruinou a Hélade. Ele, da mesma forma, viu de perto o papel nocivo dos demagogos na destruição econômica, militar e cultural de sua cidade-estado. À sua volta, à volta da acrópole de Atenas, florescia a sofística — a arte da persuasão —, que subvertia os conceitos religiosos, políticos, sociais e culturais da sua civilização. Conta-se que teve dois filhos, que também seguiram a carreira do pai.

## Obras
Escreveu mais de quarenta peças, das quais apenas onze são integralmente conhecidas. Conservador, revela certa hostilidade aos deuses, bem como às inovações sociopolíticas e aos homens responsáveis por elas. Seus heróis defendem o passado de Atenas, os valores democráticos tradicionais, as virtudes cívicas e a solidariedade social. Violentamente satírico, critica a pomposidade, a impostura, os desmandos e a corrupção na sociedade em que viveu.
Seus alvos são as personalidades influentes: políticos, poetas, filósofos e cientistas, velhos ou jovens, ricos ou pobres. 
Comenta em diálogos mordazes e inteligentes todos os temas importantes da época — a Guerra do Peloponeso entre Atenas e Esparta, os métodos de educação, as discussões filosóficas, o papel da mulher na sociedade, o surgimento da classe média.
Em "Lisístrata" ou "A Greve do Sexo" (411 a.C.), as mulheres fazem greve de sexo para forçar atenienses e espartanos a estabelecerem a paz. 
Em "As Vespas" (422 a.C.), discute a importância da verdade e seus benefícios, revelando sua preocupação com a ética. 
Na peça "As Nuvens" (423 a.C.), compara Sócrates aos sofistas, mestres da retórica, e acusa o filósofo grego de exercer uma influência nefasta sobre a sociedade.
Na comédia "Os Acarnianos" ou "Acarnenses", representada no ano 425 a.C., ele ridiculariza os partidários da guerra com Esparta.
Suas outras obras são Os Cavaleiros (424 a.C.), A Paz (421 a.C.), As aves (414 a.C.), As Tesmoforiantes ou As Mulheres que Celebram as Tesmofórias (411 a.C.), As Rãs (405 a.C.), As Mulheres na Assembleia ou Assembleia de Mulheres (392 a.C.) e Pluto ou "Um Deus Chamado Dinheiro" (388 a.C.).